# جائزة دالاس الكبرى 1984
جائزة دالاس الكبرى 1984 هو سباق فورمولا 1 أقيم بتاريخ 8 يوليو 1984 في دالاس. كان التاسع من أصل 16 في بطولة العالم لسباقات الفورمولا واحد موسم 1984.

## الترتيب النهائي
| الترتيب | السائق           | النقاط |
| ------- | ---------------- | ------ |
| 1       | ألن بروست        | 35.5   |
| 2       | نيكي لاودا       | 24     |
| 3       | إيليو دي انجيليس | 23.5   |
| 4       | رينيه أرنو       | 23     |
| 5       | كيكي روزبرغ      | 20     |
| المصدر: |                  |        |